# 約翰·米爾蒙
約翰·米爾蒙（John Millman，1989年6月14日—）是澳大利亞的一位網球運動員。出生在澳大利亞布里斯班。他迄今為止的生涯最高排名是在2019年1月的37位。除了網球之外，他也很喜歡足球，是英超球隊利物浦的支持者。

## 外部連結
- 官方网站
- 約翰·米爾蒙（英文/西班牙文）的官方資料
- 約翰·米爾蒙的國際網球總會 職業／青少年 官方資料（英文）
- 約翰·米爾蒙的官方資料（英文）
- John Millman – Player Profiles - Players and Rankings - News and Events - Tennis Australia （页面存档备份，存于） （英文）
- 約翰·米爾蒙的X（前Twitter）